# بهترین تبدیل کنندگان رمزارزها
```
بهترین تبدیل کنندگان رمزارزها (
انگلیسی: 
BestChange
)
 یک وب سایت در زمینه معرفی وب سایت‌های داد ستد 
ارز دیجیتال
 
(
رمزارز
)
 در جهان می‌باشد.
[
۱
]
[
۲
]
```

## تاریخچه پیدایش
بهترین تبدیل کنندگان رمزارزها در تاریخ ۲۹ خرداد ۱۳۸۶ (۱۹ ژوئن ۲۰۰۷) شروع به کار کرده‌است؛ و آغاز اولین فعالیت با معرفی ۲۵ نام صرافی رمز ارزها در وب سایت بود. اطلاعات نرخ رمز ارزها و نیز ارزهای دیجیتال هر ۵ دقیقه یک بار به روز رسانی می‌گردد. در بین مبالات علاقه‌مند آن زمان می‌توان به مبادلات محبوب WebMoney و E-gold اشاره نمود. همینک نیز در سال ۲۰۱۸ بیت کوین (Bitcoin) در بین تبادلات بیشترین علاقه را توسط کاربران به نمایش گذاشته‌است.
هدف اصلی فرایند کسب کار (انگلیسی: Business process) پروژه، کمک به معامله بین فروشنده و خریدار از طریقه ارائه اطلاعات مبادله کنندگان ارز دیجیتال است و هیچ مشارکت مستقیم در معامله انجام نمی‌دهد. همین‌طور هیچ گونه تبلیغاتی در این سایت قرار داده نشده‌است و اطلاعات صرفاً بر اساس لیست نظرات کاربران بعد از اولین خرید یا نظر شخصی از وب سایت تبادل کننده و پرسش و پاسخ با مدیر وب سایت رده‌بندی می‌شوند و شما می‌توانید بر این اساس بهترین تبادل کننده را انتخاب نمایید.
تحولات امروزه وب سایت به جایی رسیده‌است که تا به اینک در سال ۲۰۱۸ حدود ۴۰۰ مبدل فعال (واحد ارزی) در لیست معرفی تبالات قرار گرفته‌است.
هم چنین سرعت به روز رسانی ارز چندین برابر افزایش یافته و اکنون حدود ۴۵ هزار درگاه تبادل فعال در هر ۳–۴ ثانیه به روز رسانی می‌شود.